# Winona (Missouri)
Winona é uma cidade localizada no estado americano de Missouri, no Condado de Shannon.

## Demografia
Segundo o censo americano de 2000, a sua população era de 1290 habitantes.
Em 2006, foi estimada uma população de 1338, um aumento de 48 (3.7%).

## Geografia
De acordo com o United States Census Bureau tem uma área de
9,8 km², dos quais 9,8 km² cobertos por terra e 0,0 km² cobertos por água. Winona localiza-se a aproximadamente 243 m acima do nível do mar.

## Localidades na vizinhança
O diagrama seguinte representa as localidades num raio de 36 km ao redor de Winona.